# Casa Gran del Papiol
La Casa Gran del Papiol és una masia de l'Arboç (Baix Penedès) inclosa a l'Inventari del Patrimoni Arquitectònic de Catalunya.

## Descripció
L'edifici és rodejat per un frondós jardí. Presenta tres plantes. Els baixos tenen una porta d'arc rebaixat de grans dimensions i dues finestres a cada banda de la reixa. Una cornisa el separa del pis noble, el qual consta de tres balcons amb barana de ferro i base. Les golfes tenen un cos central emmarcat per bandes verticals que presenta una finestra coronella, unes arcuacions cegues i una coberta de dues vessants. A cada costat hi ha una finestra quadrada i una coberta plana. L'interior dels baixos presenta una gran entrada i una bonica escala de tipus barroc. Damunt de la porta d'accés hi ha la següent inscripció: "1798. Joan Vidal y Batlle". La casa és l'habitatge dels amos i fou construïda en el 1798.